# Niemcy w Pabianicach
Niemcy w Pabianicach byli częścią mniejszości niemieckiej w Polsce.
W 1860 r. Pabianice zamieszkiwało 1325 Niemców, stanowiąc ok. 29% mieszkańców miasta. Do 1913 liczba Niemców wzrosła do 6918 (14%). W 1921 r., z powodu zniszczeń I wojny światowej i masowych wyjazdów, Pabianice zamieszkiwało 1634 Niemców (5,5%), a do 1931 r. liczba ta wzrosła do 4494 (9,8%).

## Początki osadnictwa niemieckiego
Pierwsi Niemcy w Pabianicach pojawili się w 1793 r., gdy miasto w wyniku II rozbioru znalazło się w granicach Prus. Pod koniec XVIII w. w mieście przebywali m.in.: Christian Rexer, Johannes Heinrich Ufmann (zatrudniony w browarze), Karol Haux, Johannes Martin Erhart (krawiec), Johannes Bether, Johannes Keler. W okresie pruskim wielu Niemców objęło stanowiska urzędnicze w Pabianicach: Samuel Gottfried Schimink był pisarzem w urzędzie pabianickim, Johannes Schultz – intendentem urzędu pabianickiego, a Johann Gottlob Wolmar sprawował nadzór nad sądownictwem.

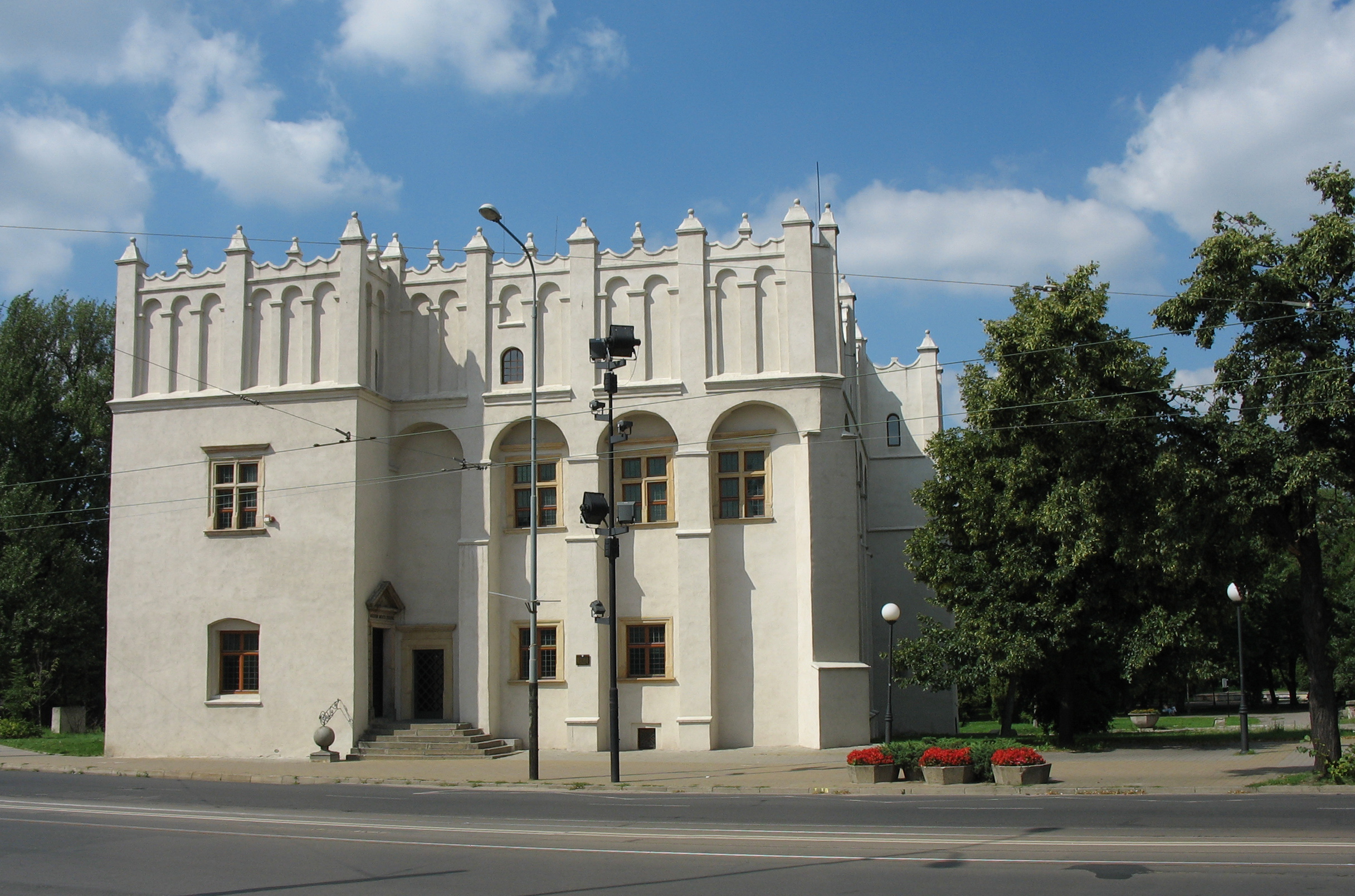
Zamek krakowskich biskupów, w latach 1793–1807 siedziba pruskiej administracji, od 1833 ratusz, widok dzisiejszy

Kolejną falę osadników niemieckich przyniosły lata 20. XIX w., przypadające na okres zaboru rosyjskiego. Wiązało się to ściśle z polityką władz Królestwa Polskiego, które dążyły do uprzemysłowienia kraju. Pabianice znalazły się w gronie miast, gdzie zaplanowano rozwinąć produkcję tkanin. Rząd rozpoczął akcję sprowadzania tkaczy do Pabianic głównie z Saksonii, Kraju Sudetów, Prus i Śląska. Dla wykwalifikowanych rzemieślników przybywających do Pabianic, wyznaczono na planie z 1824 r. część po lewej stronie Dobrzynki, nazwaną Nowym Miastem.
W 1825 r. sprowadziło się do Pabianic 14 tkaczy, a w 1826 r. odnotowano 30 tkaczy obcego pochodzenia. Początkowo tkaczom oddano do dyspozycji Zamek (dawny dwór kapituły krakowskiej) i oficyny zamkowe, gdzie umieszczono pierwsze warsztaty ręczne. Następnie rząd polski przekazywał każdemu osadnikowi plac oraz pożyczkę na budowę domu drewnianego (600 zł) lub murowanego (1500 zł). Nad Dobrzynką urządzono dla tkaczy folusze do zbijania i spilśniania wyrobionego sukna.

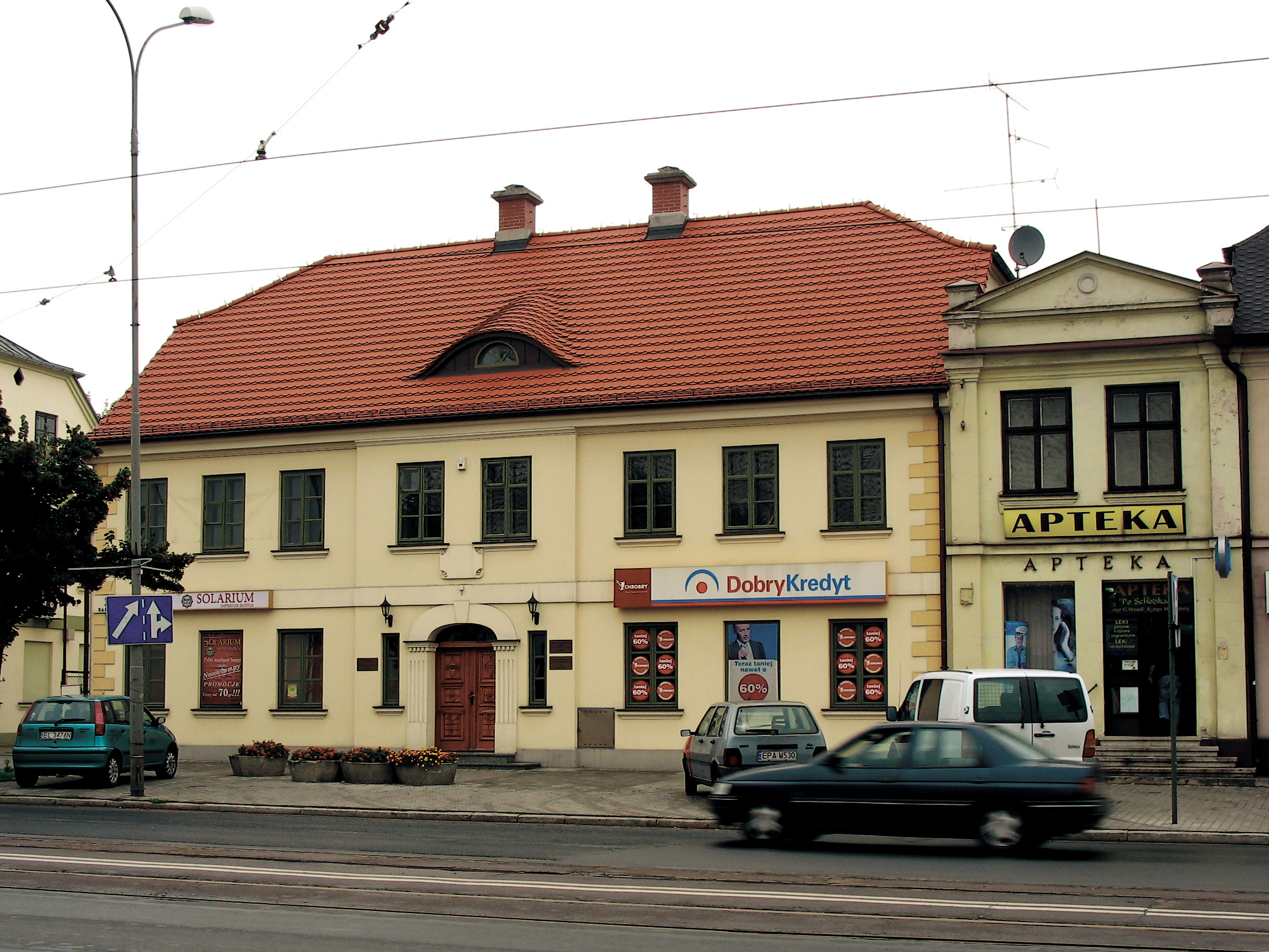
Najstarszy zachowany niemiecki dom tkaczy, od 1836 dom Benjamina Krusche

Większość rzemieślników pochodzenia niemieckiego skupiła się w cechu tkackim utworzonym w 1826 r. Założycielami organizacji byli następujący majstrowie: Ambrosius Schulce, Gottlieb Krusche, Johannes Gottlieb Grunwald sr, Christian Zygmunt, Josef Engel, Wenzel Hilebrant, Antonius Frische, Józef Debich, Johannes Hermann, Wenzel Habel, Josef Rose, Antonius Eifeld, Nikolaus Hille, Gottlieb Krauze, Josef Führig, Antonius Fibiger, Antonius Domm, Wenzel Hornig, Johannes Krastof Held, Johannes Ekert i Johannes Gottlieb Schwertner.
Ze względu na to, iż większość tkaczy w cechu była pochodzenia niemieckiego, księgi prowadzono w dwóch językach: polskim i niemieckim. W 1836 r. tkacze ufundowali sobie pierwszy sztandar, a w 1854 r. drugi, po którym zachowało się w Muzeum Miasta Pabianic zwieńczenie od drzewca z napisem w języku niemieckim: „Es lebe die löb Meisterschaft der Weberzunft in Pabianice 1854”.
Zarząd cechu tkaczy stanowili przeważnie rzemieślnicy niemieccy. Starszymi i pod starszym i majstrami w okresie zaborów byli m.in.: Ambrosius Schluce i Gottlieb Krusche w latach 1826–1843; Josef August Führih i Józef Nowotny (1844-1846), Antoni Dinzer i Klikar (1847-1849), Ambrosius Hazek (1850-1853), Josef August Fürih i E. Krusche (1855-1864), Vincencius Dere i Josef Schnabel (1865-1877), Nikolaus Wendler (1878-1885), Franz Gryzel (1887-1894), Adolf Jaroszka (1906-1909), Adolf Hille (1910-1917).

## Niemcy w przemyśle

### Firma „Krusche & Ender”
Najbardziej zasłużonymi dla przemysłu pabianickiego fabrykantami pochodzenia niemieckiego byli Kruschowie i Enderowie. W 1825 r. do miasta nad Dobrzynką przybył z Saksonii tkacz Gottlieb Krusche, ur. w 1769 r. w Reichenau (zm. w 1851 w Pabianicach). Początkowo posiadał tkalnię ręczną z 9 warsztatami do wyrobów bawełnianych. W 1850 r. jego syn Benjamin Krusche sprowadził do Pabianic pierwszą maszynę parową i zainstalował krosna mechaniczne. W 1865 r. wybudował kantor główny przy ul. Zamkowej 3. Za dobrą jakość wyrobów bawełnianych firma zdobyła medale na międzynarodowych wystawach przemysłowych (w Warszawie, Moskwie i Paryżu). Wspólnikiem Benjamina Kruschego w 1872 r. został Karol Ender pochodzący z Saksonii, który wkrótce rozbudował przędzalnię odpadków bawełnianych. Firma od 1874 r. zaczęła używać nazwy „Krusche i Ender”. W latach 80. XIX w. właściciele zakładów zdobyli kolejne nagrody na wystawach przemysłowych (w St. Petersburgu, Moskwie i Warszawie). Od 1896 r. mieli prawo używania na towarach godła państwowego (dwugłowego orła carskiego). W 1891 r. wzniesiono przędzalnię cienkoprzędną, która zapoczątkowała produkcję tkanin bieliźnianych.
W 1899 r. przekształcono firmę w spółkę akcyjną (Towarzystwo Akcyjne Fabryk Wyrobów Bawełnianych „Krusche i Ender”) z kapitałem 3 500 000 rubli z siedzibą przy ul. Zamkowej 3. Założycielami spółki byli: Karol Ender, Hermann Krusche oraz Theodor Ender. Rok później firma otrzymała złoty medal na wystawie w Paryżu. W skład zarządu spółki od 1908 r. wchodzili: Theodor Ender (prezes i generalny dyrektor), Felix Krusche (dyrektor techniczny), Theodor Hadrian (dyrektor handlowy), Ludwik Knothe (dyrektor techniczny), dr Alfred Scholz (kierownik głównego składu w Łodzi).
Spółka miała konta w Banku Handlowym w Warszawie (filia w Łodzi), Banku Handlowym w Łodzi, Warszawskim Banku Dyskontowym, Handlowym i Przemysłowym Banku w Berlinie oraz Deutsche Bank w Berlinie. Główne biuro sprzedaży znajdowało się w Łodzi, natomiast składy towarów w Warszawie oraz Rosji: Rydze, Charkowie, Moskwie, Petersburgu i Rostowie. W 1911 r. firma zatrudniała 4303 robotników i wyprodukowała 20 569 371 m tkanin.

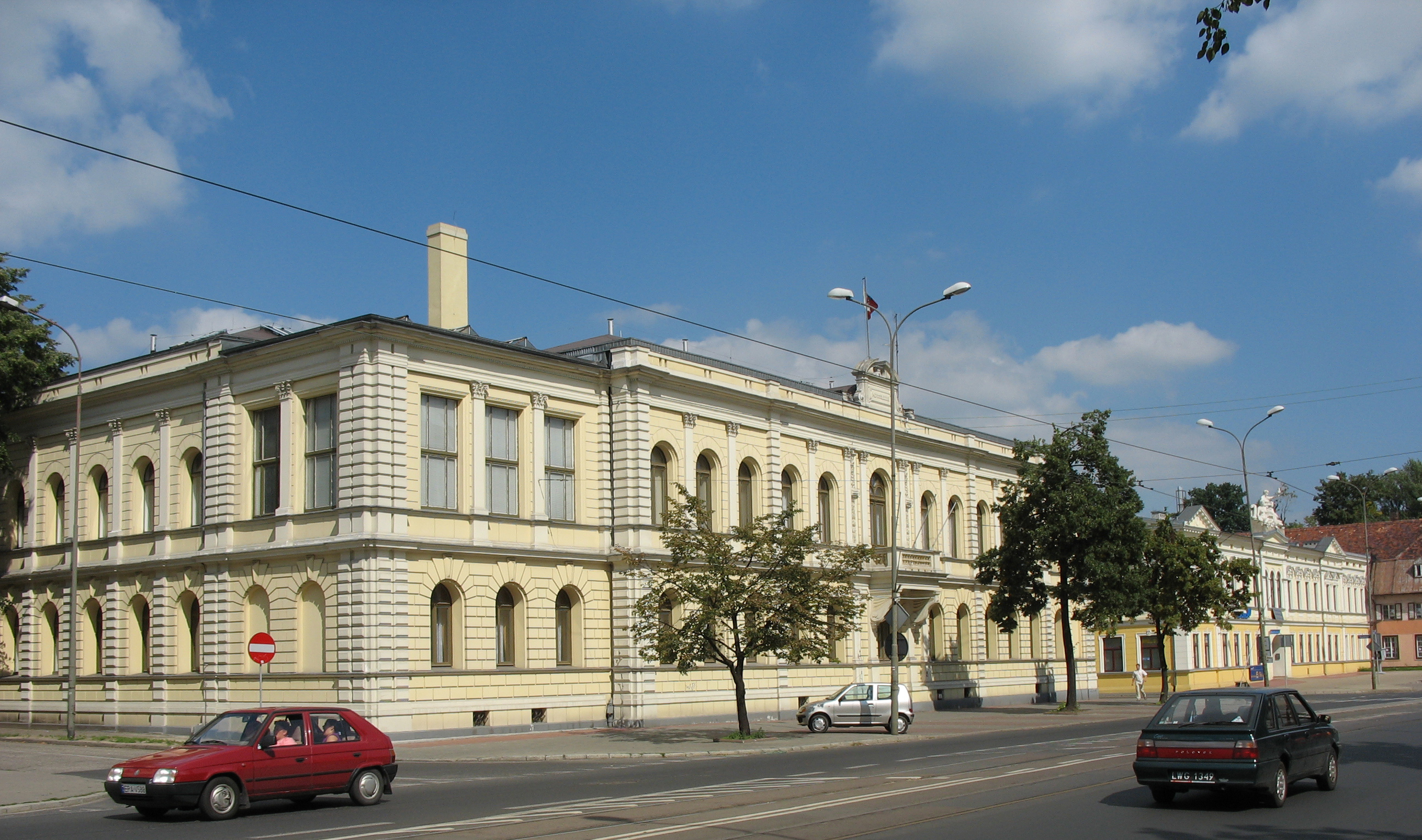
Wybudowany w 1883 r. pałac rodziny Enderów przy ulicy Zamkowej

Spółka „Krusche i Ender” dla pracowników swojego przedsiębiorstwa założyła kilka instytucji o charakterze socjalnym i kulturalno-oświatowym. W 1869 r. Benjamin Krusche zorganizował pierwszą Kasę Chorych dla robotników. Z inicjatywy Augusty z Kruschów Enderowej w 1882 r. rozpoczęto budowę domów robotniczych (tzw. famuły). W 1895 r. wybudowany został przez firmę gmach przy ul. Skromnej (obecnie ul. Wyszyńskiego), w którym umieszczono elementarną szkołę fabryczną. W 1905 r. założono bibliotekę fabryczną. W 1906 r. urządzono zakład kąpielowy przy ul. Grobelnej, z którego robotnicy korzystali bezpłatnie, a w 1909 r. wybudowano szpital fabryczny przy ul. św. Rocha z 50 łóżkami i ambulatorium.

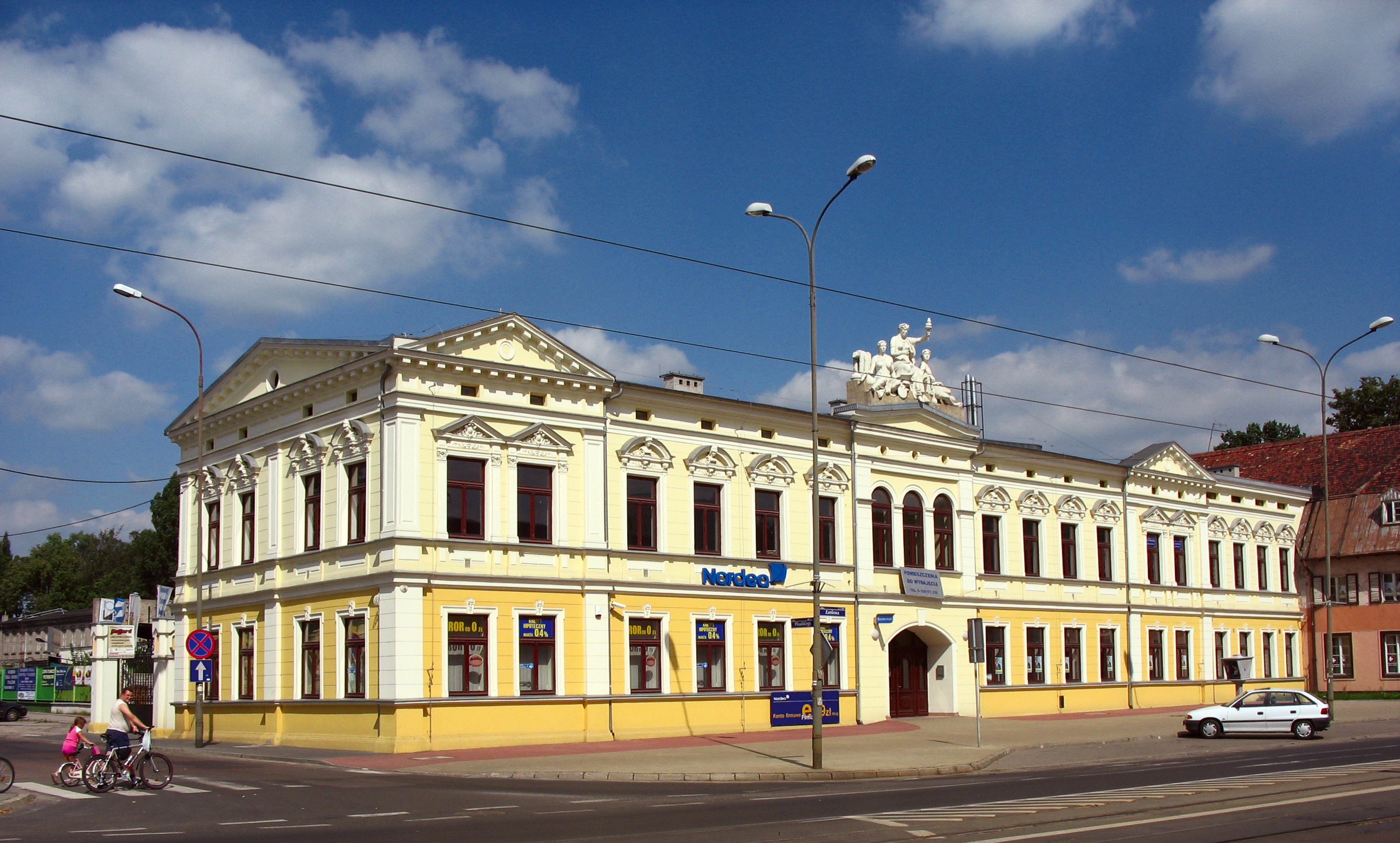
Wybudowany w 1865 r. kantor główny firmy „Krusche & Ender”

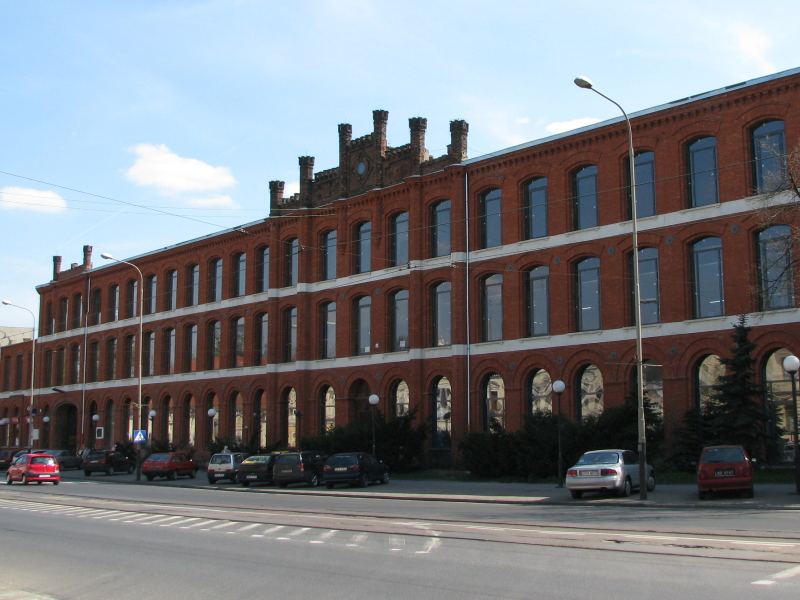
Dawna, monumentalna, neogotycka tkalnia zakładów Krusche & Ender.

Firma „Krusche i Ender” prowadziła także działalność społeczną w na terenie Pabianic. W 1900 r. przeznaczyła na budowę kościoła rzymskokatolickiego na Nowym Mieście 10 000 rubli. W 1910 r. zadeklarowała złożyć 4000 rubli na wybudowanie gmachu Ochrony Katolickiej przy ul. św. Jana 26. Na wybudowanie szpitala miejskiego w latach 1904–1907 firma przekazała 10 000 rubli. W 1908 r. na urządzenie oddziału dla umysłowo chorych ofiarowała 1000 rubli. Towarzystwo Akcyjne „Krusche i Ender” pokrywało deficyt w Szkole Handlowej w Pabianicach. W latach 1899–1905 wpłaciła do kasy szkolnej 51 320 rubli.
W 1926 r. zakłady obchodziły 100-lecie swojego istnienia. Z tej okazji Felix Krusche i Stefan Ender złożyli prezydentowi RP Ignacemu Mościckiemu pamiątkowy album z fotografiami firmy. W 1930 r. doszło do połączenia zakładów „Krusche i Ender” ze spółką „Moszczenicka Manufaktura T. Ender i Spadkobiercy. W okresie międzywojennym firma wyrabiała tkaniny bieliźniane, płótna kolorowe, tkaniny drukowane, kołdry, obrusy, serety, welury i chustki. W 1938 r. kapitał zakładowy wynosił 14 875 mln zł. Liczba zatrudnionych robotników sięgała 4130 osób. W 1938 r. rozpoczęto budowę fabryki produkcji materiałów technicznych w Baranowie pod Sandomierzem. Felix Krusche (1872-1939) ur. w Pabianicach i Stefan Ender byli ostatnimi współwłaścicielami fabryki wyrobów bawełnianych. 18 czerwca 2008 Rada Miasta uchwaliła nazwanie jednego z parków nad Dobrzynką im. Feliksa Krusche’go. Uroczystość odsłonięcia tablicy pamiątkowej odbyła się 5 września 2008 r. na której była wnuczka Maria Eliza Steinhagen-Czeladzka (zm. 24 listopada 2010 w Warszawie w wieku 74 lat).

### Firma R. Kindler
Do trzeciej znaczącej rodziny fabrykanckiej pochodzenia niemieckiego należy zaliczyć Kindlerów. Pierwszy przedstawiciel tego rodu w Pabianicach, Rudolf Kindler, przybył do miasta w 1848 r. i objął stanowisko kierownika farbiarni Benjamina Kruschego. W 1859 r. rozpoczął samodzielną działalność przemysłową, instalując kilkadziesiąt krosien. W 1861 r. założył ręczną tkalnię wyrobów wełnianych i półwełnianych, składająca się z 68 warsztatów tkackich i farbiarni. Już w 1865 r. wziął udział w wystawie przemysłowej w Moskwie, a na wystawie rolno-przemysłowej w Paryżu otrzymał medal. W 1879 r. jego firma zatrudniała 650 robotników, co dawało jej 2. miejsce w branży wełnianej w Królestwie Polskim.
W 1888 r. firma włókiennicza Rudolfa Kindlera zdecydowała się przekształcić w spółkę akcyjną. Fabryka przyjęła nazwę Towarzystwo Akcyjne Wyrobów Półwełnianych R. Kindler z siedzibą przy ul. św. Jana 4 (obecnie Urząd Stanu Cywilnego). Kapitał zakładowy wynosił 1 mln rubli, który został podzielony na 1000 akcji o nominalnej wartości 1000 rubli. Była to typowa spółka rodzinna. W gronie jej założycieli znaleźli się: Rudolf Kindler i jego synowie Juliusz, Ludwik, i Oskar. W skład pierwszego zarządu weszli: Rudolf, Ludwik i Oskar Kindlerowie.
Dalsze sukcesy przyniosły lata 90. XIX w. W 1896 r. fabryka otrzymała na wystawie w Niżnym Nowgorodzie prawo znakowania swoich towarów godłem państwowym. Rynkiem zbytu dla przedsiębiorstwa Kindlerów była Rosja. W 1897 r. główny skład towarów znajdował się w Łodzi, pozostałe w Warszawie, Moskwie, Petersburgu, Odessie, Charkowie i Tbilisi, a agentury firmy były usytuowane w Rostowie nad Donem, Rydze i Helsinkach. Na przełomie XIX i XX w. firma przystąpiła do realizacji inwestycji w Pabianicach. Rozbudowano zakłady w okolicy ul. Zamkowej i Ogrodowej (obecnie ul. Traugutta). W 1913 r. Towarzystwo Akcyjne R. Kindlera w zajmowało pierwsze miejsce w przemyśle wełnianym w Królestwie Polskim z 4000 zatrudnionych robotników.

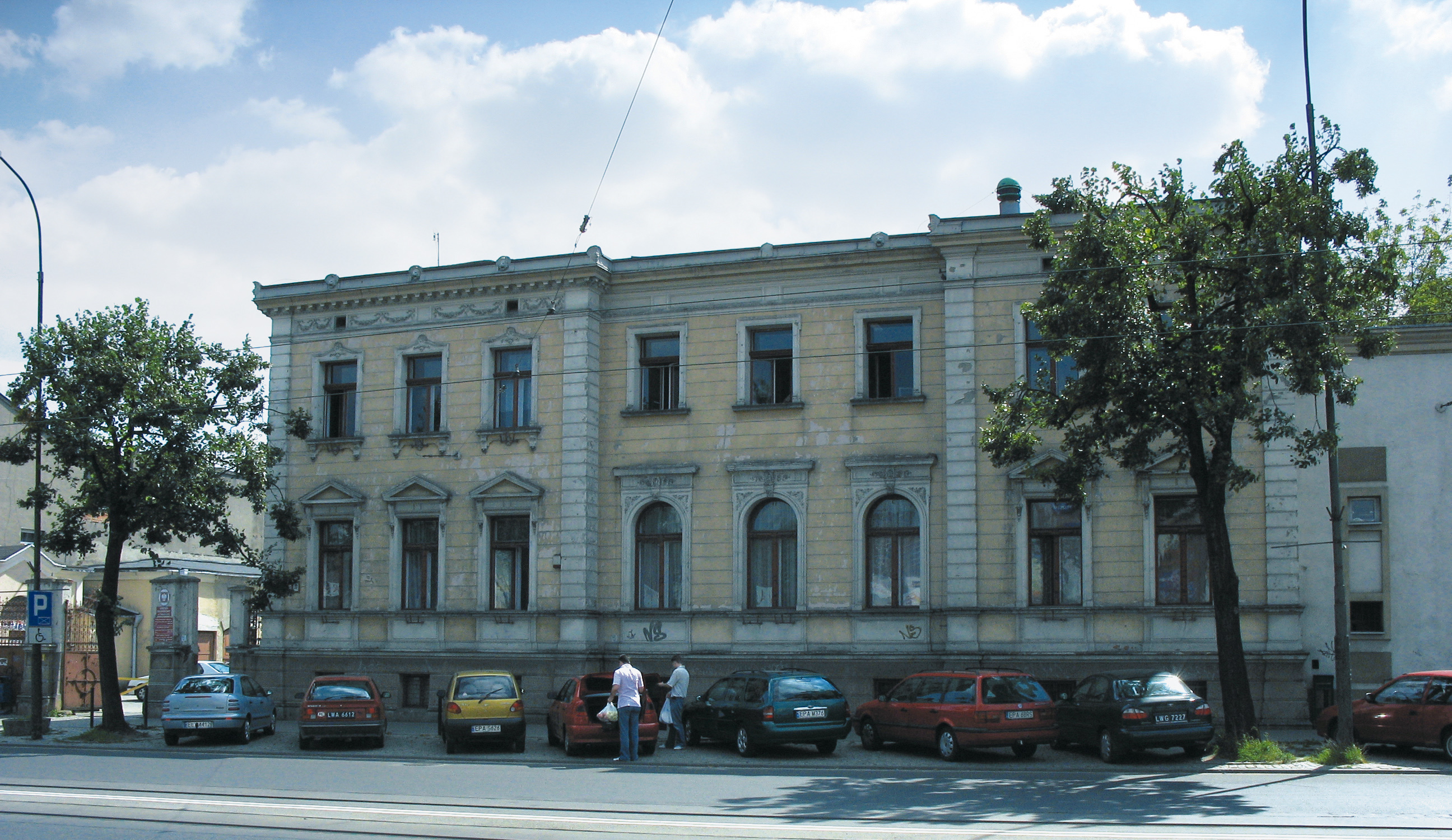
Pałac rodziny Kindlerów przy ulicy Zamkowej, wybudowany pod koniec lat 80. XIX w.

Spółka akcyjna R. Kindler założyła na terenie firmy kilka instytucji o charakterze socjalnym i kulturalno-oświatowym. Około 1872 r. Rudolf Kindler założył Kasę Chorych dla robotników. W 1879 r. Juliusz Kindler zorganizował na terenie fabryki pogotowie przeciwpożarowe, złożone z 9 osób umundurowanych i zaopatrzonych w odpowiedni sprzęt. Około 1898 r. utworzono stowarzyszenie spożywcze dla urzędników. W 1904 r. wybudowano kompleks budynków szpitalnych przy ul. Bocznej (obecnie ul. Żeromskiego), posiadający 45 łóżek. Koszt jego utrzymania wynosił 21 tys. rubli. Dyrektorem szpitala był znany działacz społeczny dr Witold Eichler. W 1906 r. rozpoczęła działalność fabryczna szkoła elementarna dla dzieci robotników. Przy szkole funkcjonowała biblioteka założona w 1905 r. licząca 3 tys. woluminów.
Firma R. Kindlera wspierała finansowo inicjatywy podejmowane przez mieszkańców Pabianic.
Na budowę kościoła NMP na Nowym Mieście firma R. Kindler ofiarowała w 1900 r. 4000 rubli oraz wszystkie drzwi dębowe do kościoła za 3000 rubli. Na budowę Ochrony Katolickiej w 1910 r. przekazała 2000 rubli. W latach 1904–1907 współfinansowała budowę szpitala miejskiego, na który dała 9050 rubli oraz w 1908 r. na urządzenie oddziału dla umysłowo chorych – 570 rubli. Pokrywała deficyt w pabianickiej Szkole Handlowej. W latach 1898–1905 wpłaciła do kasy szkolnej 37 692.
Rozwój firmy przerwał wybuch I wojny światowej. Straty w spółce osiągnęły 5 mln franków w złocie, w Rosji – 100 tys. funtów szterlingów. W trudnym dla firmy czasie zabrakło energicznego przedsiębiorcy Oskara Kindlera, który zmarł 23 grudnia 1918 r. w Warszawie, gdzie jako członek Rady Stanu bronił interesów przemysłu Królestwa Polskiego. Po zakończeniu wojny pomimo starań zakłady nie wydźwignęły się już z upadku i zbankrutowały. W 1927 r. angielska firma „F. Willey & Co. Ltd” i skarb państwa polskiego utworzyły Spółkę Akcyjną Pabianickich Zakładów Włókienniczych dawniej R. Kindler.

### Fabryka Schweikerta i Resigera
Niemieccy fabrykanci odegrali ważną rolę w rozwoju przemysłu chemicznego w Pabianicach.
Na przełomie lat 80. i 90. XIX w. Ludwik Schweikert i Robert Resiger założyli w mieście Fabrykę Farb Anilinowych i Produktów Chemicznych. Wkrótce do firmy dołączył chemik niemiecki Emanuel Fröhlich, dzięki któremu wprowadzono produkcję nowych artykułów. W 1892 firma przyjęła nazwę: Fabryka Barwników Anilinowych oraz Chemicznych i Farmaceutycznych Schweikert i Fröhlich. Po reorganizacji (w 1896 r.) nowa spółka należała do Schweikerta i Emanuela Fröhlicha. Od tej pory następował jej stopniowy rozwój. Przed 1898 utworzono oddział farmaceutyczny. Wreszcie firma znalazła się w centrum zainteresowania kapitału szwajcarskiego.
W 1899 r. doszło do fuzji między fabryką Schweikerta i Fröhlicha a spółka akcyjną CIBA AG z Bazylei. Powstało w ten sposób Pabianickie Towarzystwo Akcyjne Przemysłu Chemicznego w Pabianicach. Statut został zatwierdzony przez cara Mikołaja II. Kapitał spółki wynosił 750 000 rubli i został podzielony na 1500 akcji po 500 rubli. Głównymi akcjonariuszami byli Ludwik Schweikert i Emanuel Fröhlich.
Nowe środki finansowe uzyskane dzięki utworzeniu spółki akcyjnej umożliwiły podjęcie kolejnych inwestycji. W 1900 r. rozpoczęto budowę frontowego, parterowego budynku ciągnącego się wzdłuż ul. Saskiej. W 1905 przedsiębiorstwo zatrudniało 175 robotników, a kapitał zakładowy liczył 750. 000 rubli. W 1910 r. przystąpiono do budowy oddziału produkującego siarczek sodu i oddziału kwasu mrówkowego. Uruchomiono także produkcję antychloru. Przystąpiono także do realizacji budowy oczyszczalni ścieków na terenie osady młynarskiej „Pliszka”. Firma należała do największych przedsiębiorstw chemicznych na obszarze Królestwa Polskiego (pod względem wartości produkcji oraz liczby robotników). Głównym rynkiem zbytu była Rosja, gdzie ok. 1900 r. w Moskwie utworzono oddział zakładów chemicznych, w którym znajdowało się biuro sprzedaży.
Rozwój firmy przerwał wybuch I wojny światowej w 1914 r. Okupanci niemieccy zarekwirowali część produktów i półfabrykatów oraz urządzenia. Produkcja uległa znacznemu ograniczeniu. Ludwik Schweikert został aresztowany przez Niemców, a po zwolnieniu wyjechał w głąb Rosji, gdzie zmarł w Moskwie w 1916 r. Ponowne uruchomienie zakładów chemicznych w Pabianicach nastąpiło po odzyskaniu niepodległości przez Polskę.
W okresie międzywojennym Pabianicka Spółka Akcyjna Przemysłu Chemicznego produkowała barwniki syntetyczne, organiczne, chemikalia i preparaty farmaceutyczne. Firma miała swoje przedstawicielstwa w Gdańsku, Warszawie, Bielsku, Lwowie, Poznaniu, Warszawie i Wilnie.

### Firma R. Saengera
Z działalnością fabrykantów pochodzenia niemieckiego łączy się także powstanie przemysłu papierniczego w Pabianicach, który w znacznym stopniu przyczynił się do ich rozwoju. Papiernię przy ul. Saskiej (obecnie ul. Piłsudskiego) założył w 1863 Leonhard Fessler. W 1874 r. nabył ją Robert Saenger z Warszawy. Początkowo zakład wytwarzał na potrzeby pabianickiego i łódzkiego przemysłu papier pakowy, tekturę, gilzy i szpule dla przędzalni. Po śmierci Roberta Saengera w 1879 r. fabrykę prowadził Artur Steinhagen, spokrewniony z właścicielem zakładu.
Fabryka należała do trzech osób: Oskara Saengera, jego matki Marianny Saenger i siostry baronowej Ike-Dunikowskiej. Ogólna tendencja do koncentracji przemysłu skłoniła właścicieli firmy do założenie spółki akcyjnej. W 1898 r. zarejestrowano Towarzystwo Akcyjne Pabianickiej Fabryki Papieru Robert Saenger. Do Zarządu spółki weszli: Marianna i Oskar Saengerowie oraz Andrzej Ike. Kapitał zakładowy wynosił 750 000 rubli i został podzielony na 1500 akcji po 500 rubli. W firmie było zatrudnionych 160 robotników na jedną zmianę. W 1903 r. liczba pracowników wzrosła do 350 osób.
Według danych z 1908 r. spółka R. Saengera produkowała papier pakowy, piśmienny i manufakturowy oraz papier ustnikowy wysokiej jakości, który był eksportowany do Rosji. Fabryka zatrudniała 380 robotników kobiet i mężczyzn. Do wybuchu I wojny światowej produkcja papieru wynosiła 450-500 ton miesięcznie. Wyrabiano poza wymienionymi papier afiszowy i albumowy w wysokim gatunku. W latach 1914–1918 fabryka nie poniosła strat ze strony władz okupacyjnych. Urządzenia nie zostały wywiezione przez Niemców.
Rodzina Saengerów próbowała przejąć w swoje ręce inne zakłady papiernicze.
W okresie międzywojennym firma była połączona z zakładami papierniczymi we Włocławku, w Myszkowie oraz Warszawie i funkcjonowała pod nazwą Fabryka Papieru i Celulozy Steinhagen i Saenger SA (obecnie Fabryka Papieru SA). Pabianicka fabryka papieru słynęła z dobrych stosunków między robotnikami a zarządem oraz popierania inicjatyw o charakterze społecznym

### Fabryka W. Kruschego
Przemysł maszynowy w Pabianicach zapoczątkował w 1895 r. Waldemar Krusche, pochodzący ze znanej rodziny fabrykanckiej. Firma posiadała własną odlewnię żelaza i wytwarzała części do maszyn włókienniczych oraz narzędzia rolnicze. Od 1908 r. współwłaścicielem Fabryki Maszyn i Odlewni Żelaza był dr Alex Krusche. W 1913 r. firma zatrudniała 180 robotników.
W okresie międzywojennym zakład W. Kruschego produkował krosna tkackie, maszyny rolnicze (młocarnie, sieczkarnie). Specjalnością firmy były frezarki, wiertarki i szlifierki. Przedstawicielstwa firmy znajdowały się w Katowicach, Krakowie, Poznaniu i Warszawie.

## Niemieccy ewangelicy
Znaczna część Niemców przybywających do Pabianic była wyznania ewangelickiego. Liczba ewangelików w 1827 r. wynosiła 655 osób, co stanowiło 30,4% populacji, w 1848 r. odnotowano 1416 mieszkańców wyznania luterańskiego (34,3%), a w 1909 r. liczba ludności ewangelickiej wzrosła do 5591 wiernych (14,4%). W okresie międzywojennym ewangelicy w Pabianicach stanowili ok. 10% populacji (1921 r. – 2725, 1931 r. – 4688).
Tymczasową kaplicę dla pierwszych wyznawców protestantyzmu zorganizowano ok. 1803 r. w zamku, który ówcześnie był siedzibą pruskich administratorów dóbr pabianickich. Początkowo nabożeństwa odprawiał dojeżdżający z Piotrkowa kaznodzieja Friedrich Wilhelm Schramm. Erygowanie samodzielnej parafii ewangelicko-augsburskiej w Pabianicach nastąpiło w 1818 r. Pierwszym stałym pastorem został, wybrany 27 września 1818 r., ks. Samuel Friedrich Jäckel. Od 1822 r. przez pięć lat stanowisko pastora w Pabianicach nie było obsadzone. Parafia była obsługiwana przez kantorów i pastorów z sąsiednich parafii. Ponowna jej erekcja parafii nastąpiła w 1827 r. Obowiązki pastora objął ks. Johannes Gottfried Hayn. W tym czasie władze doliczyły się 320 rodzin należących do parafii, z czego 16 zamieszkiwało w mieście (do parafii należały 32 miejscowości, głównie niemieckie kolonie Starowa Góra – Effingshausen, Markówka – Hochweiler i Bukowiec – Königsbach).
Kościół dla rosnącej liczby pabianickich ewangelików postanowiono wznieść na placu przy rynku Nowego Miasta. Budowę kościoła rozpoczęto w 1827 r. Niestety okazało się, że budowli grozi zawalenie ze względu na bagniste podłoże. Kościół zalecono rozebrać.
W 1829 r. na urząd pastora pabianickiej parafii ewangelickiej został wybrany ks. Daniel Gottlieb Biedermann. Jego głównym zadaniem było zakończenie budowy kościoła. Plan ten został zrealizowany już pod koniec 1830 r. Po zakończeniu remontu nastąpiło uroczyste poświęcenie świątyni. Poświęcenia dokonał 25 listopada 1832 r. superintendent diecezji kaliskiej Ernst Johann August von Modl. W następnych latach pastor Biedermann wyposażył wnętrze kościoła oraz je odrestaurował. W 1844 r. zamówiono dla parafii ewangelickiej 3 dzwony w firmie Richtera w Kaliszu. Wykonanie organów zlecono Bernhardowi Wohlfartowi z Pabianic. Dzięki staraniom ks. Biedermanna, fabrykant Gottfried Herwig podarował kościołowi obraz przedstawiający Ostatnią Wieczerzę. W 1853 r. Gottfried Krusche ufundował marmurową chrzcielnicę.
Założono także cmentarz ewangelicki. Miejsce pochówków wytyczono „przy drodze prowadzącej do Dłutowa” w bezpośrednim sąsiedztwie istniejącego wcześniej cmentarza katolickiego na gruntach należących do proboszcza parafii rzymskokatolickiej. Na pabianickim cmentarzu ewangelickim spoczęły osoby zasłużone dla miasta. Do dziś istnieją okazałe grobowce pabianickich rodów fabrykanckich. Można zobaczyć także nagrobki zasłużonych pastorów, ufundowane przez parafian w dowód wdzięczności za ich wieloletnią pracę.
Pierwszym miejscem zamieszkania i urzędowania pabianickich pastorów była położona na wschód od kościoła plebania, usytuowana przy rzece Dobrzynce, wzniesiona w 1828 r. Był to budynek drewniany z dachem krytym gontem. W 1838 r. założono ewangelicką szkołę elementarną, którą usytuowano w domu pastora. W 1843 parafia posiadała już sześć szkół.

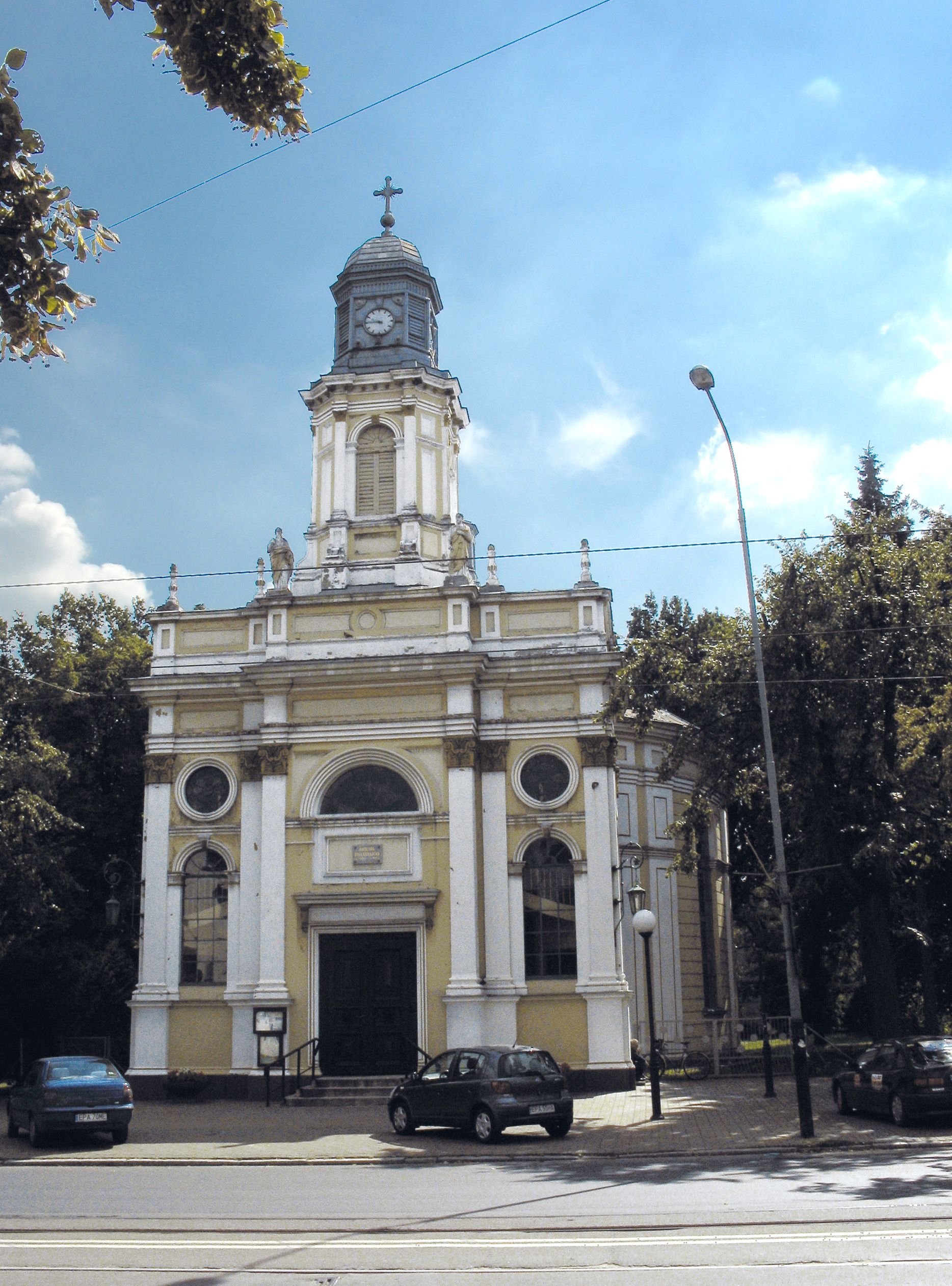
Kościół ewangelicko-augsburski św. Piotra i św. Pawła, widok obecny

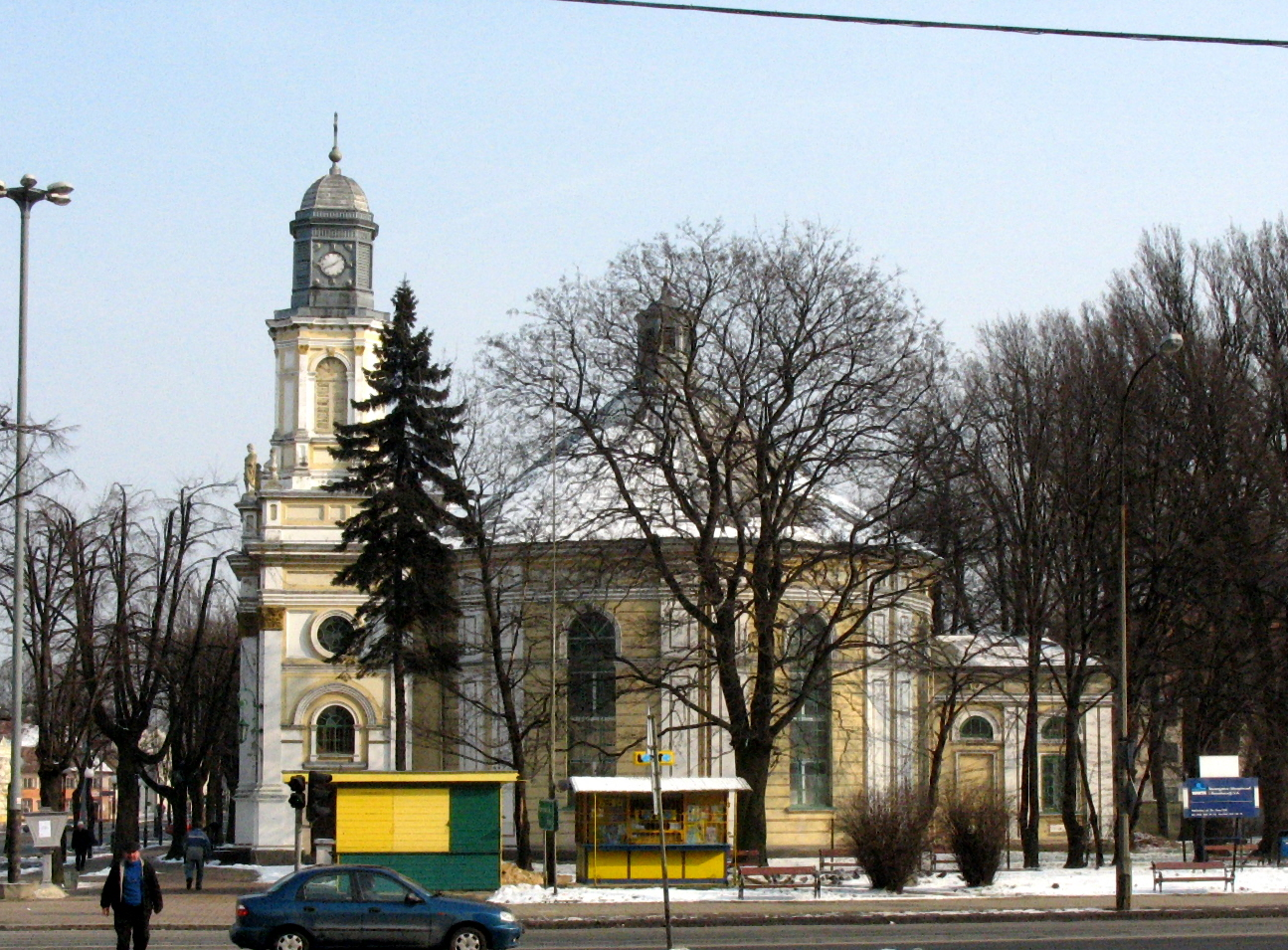
Kościół ewangelicko-augsburski św. Piotra i św. Pawła, widok obecny

Po śmierci ks. Biedermanna w 1864 r. parafię ewangelicką przejął ks. Wilhelm Reinhold Zimmer. Do parafii należało wówczas 780 rodzin (ok. 3000 osób). W czasie jego urzędowania przebudowano kościół ewangelicki (1875-1876). Fasada kościoła otrzymała obecny okazały kształt i wygląd. Od strony frontalnej usytuowano dwie figury przedstawiające św. Piotra i św. Pawła, wykonane przez rzeźbiarza Aleksandra Pruszyńskiego. Dzięki dobudowaniu drugiego chóru, kościół posiadał miejsce dla ok. 1000 wiernych. W 1876 r. fabrykant Rudolf Kindler ufundował dwa witraże, które zostały wykonane w Saksonii. Przedstawiały one chrzest Jezusa i Marię u stóp zmartwychwstałego Jezusa. Ołtarz upiększono obrazem przedstawiającym Jezusa w Ogrodzie Oliwnym (dzieło i dar znanego malarza Wojciecha Gersona, zachowany do dziś). W 1896 r. firma Gebrüder Walter wykonała nowe organy. W 1867 r. założono Ewangelicko-Augsburskie Kościelne Stowarzyszenie Śpiewacze, a w 1881 r. chór puzonistów. W latach 70. XIX w. ks. Zimmer założył ogród spacerowy przy ul. Zamkowej. Ze szczególnym entuzjazmem poświęcił się pracy oświatowej, otwierając nowe szkoły elementarne na terenie parafii. Za swoją działalność oświatową został odznaczony orderem. Pod koniec urzędowania pastora Zimmera do parafii należał: jeden kościół, sześć domów modlitwy, siedemnaście cmentarzy, dziesięć szkół elementarnych i jeden kantorat. W kantoracie i szkołach nauki pobierało 1100 dzieci.
W 1896 r. funkcję pastora objął ks. Rudolf Moritz Schmidt, autor wielu książek o tematyce religijnej w języku niemieckim. Niedzielne nabożeństwa cieszyły się wyjątkowym zainteresowaniem wiernych. W 1904 r. parafia liczyła ok. 12 400 osób. Zbór pabianicki należał do jednych z większych w kraju. Zaczęto odprawiać nabożeństwa poranne i wieczorne. Wprowadzono godziny biblijne, nabożeństwa dla dzieci, godziny i święta misyjne. W latach 1911–1914 ks. Eugen Engel pełnił funkcję drugiego pastora. W czasie urzędowania w parafii ewangelickiej pastora Schmidta powstało wiele nowych instytucji i stowarzyszeń o charakterze religijnym i społecznym. W 1899 r. zorganizowany został żłobek dla dzieci w wieku przedszkolnym (tzw. Ochronka Ewangelicka). W 1900 r. otworzono dom dla starców, wzniesiony przy ul. Wodnej ze składek parafian. W 1901 r. wybudowano nowy pastorat w sąsiedztwie kościoła ewangelickiego przy ul. Zamkowej. W 1904 r. wybudowano dom parafialny, w którym znalazły się pomieszczenia dla żłobka, szkoły kantorackiej i sala konfirmacyjna. W 1904 r. obok cmentarza wzniesiono mauzoleum w stylu secesyjnym. Jego fundatorką była Zofia Kindler, która poświęciła je zmarłemu mężowi Ludwikowi Kindlerowi. W 1911 r. obiekt przekazała parafii ewangelickiej z przeznaczeniem na kaplicę cmentarną, którą uposażyła w fundusz, wynoszący 5000 rubli rocznie. W 1904 r. powstało Ewangelickie Stowarzyszenie Panien z siedzibą przy ul. Wodnej. Istniało oprócz tego Ewangelicko-Augsburskie Towarzystwo Opieki nad Dziewczętami (Jungfrauenverein) i drugie podobne przeznaczone dla chłopców: Ewangelicko-Augsburskie Towarzystwo Młodych Mężczyzn (Jünglingsverein). Obydwa miały swoją siedzibę przy ul. Wodnej. W 1909 r. powstało Stowarzyszenie Kobiet Wyznania Ewangelickiego (Frauenverein), którego zadaniem była przede wszystkim opieka nad ubogimi i chorymi.
Społeczność ewangelicka wykazywała również aktywność w okresie międzywojennym. W 1927 r. parafia obchodziła 100-lecie swojego istnienia. Z okazji jubileuszu parafia wydała broszurę w języku niemieckim i polskim prezentującą historię ewangelików pabianickich. Pod koniec lat 30. powstał Komitet Organizacji Polaków Ewangelików, który inicjował w kościele ewangelickim nabożeństwa w języku polskim (pierwsze w 1900 r.). Po śmierci ks. Schmidta w 1938 funkcję pastora pełnił ks. Juliusz Rudolf Horn (do 1943 r.), funkcję wikariusz sprawował ks. Erich Lembke.

## Niemieccy katolicy

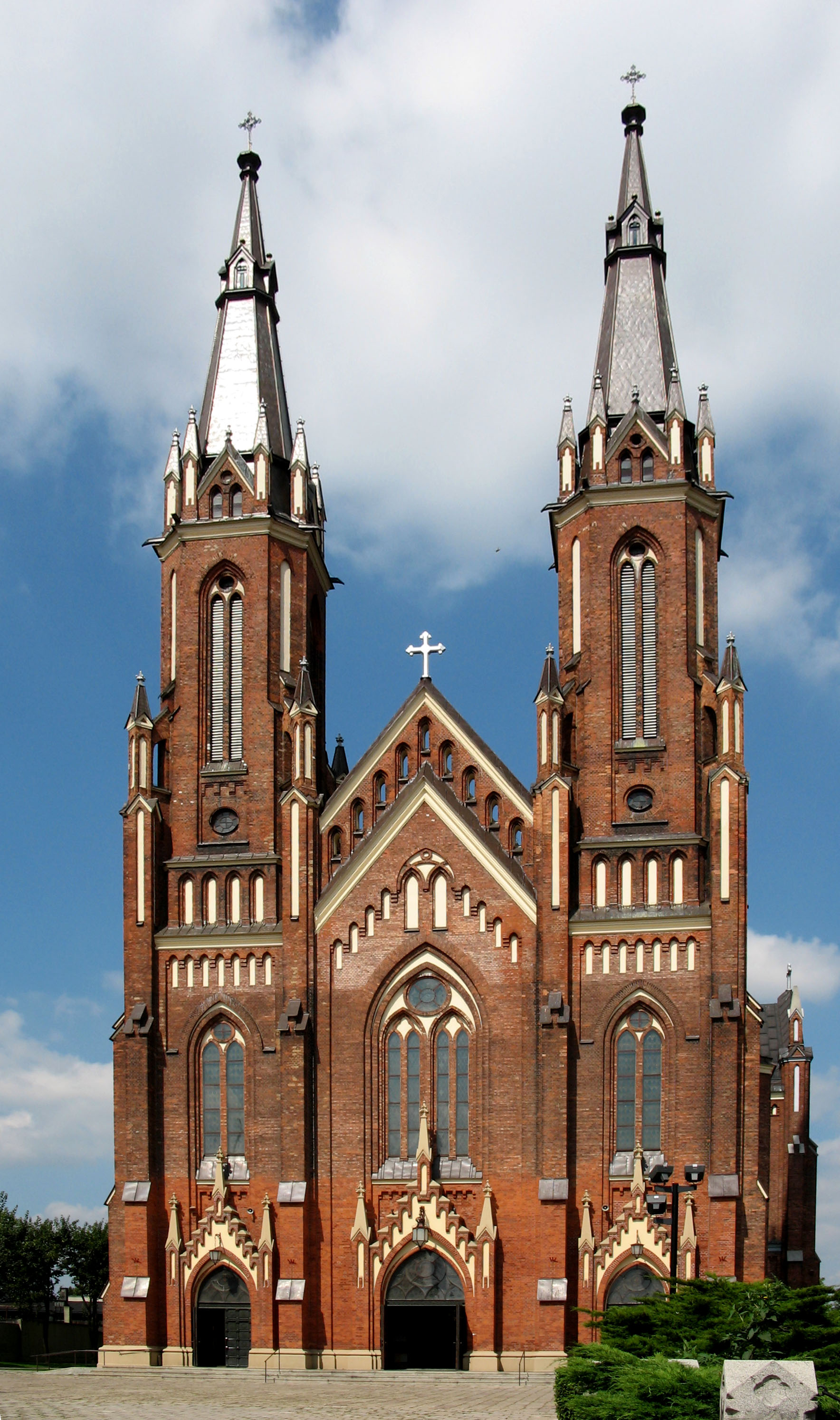
Kościół Najświętszej Marii Panny, widok dzisiejszy

Część Niemców pabianickich była wyznania katolickiego. Podobnie jak ewangelicy starali się działać we własnych stowarzyszeniach religijnych. W 1871 r. założyli chór męski „Leo”, który posiadał własny lokal przy ul. Fabrycznej 17 (obecnie Waryńskiego). W 1934 r. stowarzyszenie liczyło 131 osób. Przewodniczącym był Bernard Reinhold, a dyrygentem Bruno Arndt. W 1883 r. powołano katolicko-niemiecki chór żeński „Cäcilie”. Siedziba mieściła się przy ul. Poniatowskiego 9. Liczba członków wynosiła w 1934 r. 123 osoby. Przewodniczącym był Leonhard Rensch, a dyrygentem Robert Neumann. „Cecylia” wspólnie z innymi chórami przystąpiła w latach 30. do budowy własnego gmachu przy ul. Garncarskiej (obecnie Zespół Szkół Zawodowych nr 3).
W 1898 r. katoliccy Niemcy wspólnie z Polakami rozpoczęli budowę kościoła Najświętszej Marii Panny na Nowym Mieście. Jeden z ołtarzy bocznych został ufundowany przez katolików mówiących po niemiecku, natomiast trzy witraże nad ołtarzem głównym podarował fabrykant ewangelickiego wyznania Feliks Krusche. Proboszczem parafii NMP był w latach 1908–1919 ks. Franz Jüttner.
W 1918 r. powołano Stowarzyszenie Niemieckich Katolików (Deutsch-Katholisches Verein). W 1934 r. liczyło 410 członków. Przewodniczącym był Felix Hans, a patronem ks. Johann Wagner.

## Niemiecka kultura, oświata, sport
Mniejszość niemiecka w Pabianicach tworzyła także świeckie organizacje i stowarzyszenia o charakterze oświatowym, kulturalnym i sportowym. Pierwsze z nich powstały jeszcze w okresie zaborów.
W XIX w. w mieście działała już szkoła początkowa z niemieckim językiem nauczania. W 1864 r. mieściła się przy ul. Zamkowej 6. Na początku XX w. funkcję nauczyciela pełnił w niej Berthold Schulz. Od 1918 r. funkcjonowała jako szkoła powszechna nr 9.
W okresie I wojny światowej, w 1916 r. rozpoczęło działalność Gimnazjum Niemieckie ulokowane w kamienicy przy ul. św. Jana 6, założone przez Niemieckie Stowarzyszenie Gimnazjalne (Deutsches Gymnazialverein). Szkoła miała charakter koedukacyjny. Jej dyrektorem był Gotthold Hanelt. W 1932 r. gimnazjum zostało przeniesione do wybudowanego gmachu przy ul. Legionów (obecnie Szkoła Podstawowa nr 9 przy ul. Partyzanckiej).
Do aktywnych stowarzyszeń niemieckich należały kluby sportowe. Pierwszym towarzystwem było Bractwo Kurkowe (Bürgerschutzengilde), założone w 1852 r. przez tutejszych Niemców. Jednym z założycieli tej organizacji był Benjaminn Krusche. Zgodnie ze statutem co roku urządzano zawody strzeleckie o tytuł „króla kurkowego”, któremu wręczano w nagrodę pas królewski. Członkowie bractwa nosili zielone mundury i kapelusze z piórkami. Ćwiczenia i zawody strzeleckie odbywały się na strzelnicy w wydzierżawionym od magistratu lesie (obecnie Park Wolności). Po 1914 r. działalność Towarzystwa Kurkowego zamarła. Stowarzyszenie ponownie zostało powołane w 1927 r. pod nazwą Pabianicki Klub Sportowo-Strzelecki. W 1928 r. członkowie starali się u prezydenta miasta Władysława Gackiego o oddanie Strzelnicy (Parku Wolności). Niestety w wyniku długoletniego procesu teren ten został wyrokiem sądu zwrócony Magistratowi m. Pabianic. W 1933 r. strzelnicę urządzono na polach wsi Karnyszewice.
Drugim stowarzyszeniem sportowym było Pabianickie Towarzystwo Gimnastyczne (Pabianicer Turnverein). Zostało założone przez tutejszych Niemców w 1864 r. Siedziba mieściła się przy Długiej (obecnie ul. Pułaskiego 36) we własnym gmachu wzniesionym specjalnie na cele gimnastyczne w 1907 r. Honorowym prezesem mianowano Szwajcara, Hermana Thommena, dyrektora fabryki chemicznej. Klub posiadał sześć sekcji. PTV było członkiem honorowym Towarzystwa Gimnastycznego „Amicita” w Bazylei (Szwajcaria).
W 1921 r. powołano kolejny klub sportowy o charakterze niemieckim: Pabianicki Klub Sportowy „Burza” z siedzibą przy ul. Orlej 4. W 1934 r. klub liczył 152 członków. Przewodniczącym był Teofil Zobel. Siedziba klubu mieściła się przy ul. Świętokrzyskiej 37. Towarzystwo posiadało dwie sekcje: piłki nożnej i koszykówki.
Stowarzyszeniem sportowym, które skupiało zarówno Niemców, jak i Polaków było Towarzystwo Sportowe Pracowników Firmy Krusche i Ender. Powstało w 1922 r. z inicjatywy dyrektora firmy Ryszarda Kanenberga. Klub „Kruschender” był najpoważniejszą organizacją sportową w mieście. Funkcję prezesa Towarzystwa pełnił od początku istnienia Felix Krusche, prezes firmy „Krusche i Ender”. W 1934 r. klub składał się z 8 sekcji. Posiadał salę gimnastyczną, halę krytą z boiskiem do siatkówki oraz bieżnię dwutorową, skocznię i rzutnię oraz stadion w centrum miasta, przy ul. Zamkowej o powierzchni ok. 5 ha, a na nim: boisko do piłki nożnej, boisko do gier sportowych, bieżnia sześciotorowa długości 400 m, rzutnie i skocznie, boisko do gier sportowych, dwa korty tenisowe, strzelnica oraz kryte loże dla widzów. Ponadto klub posiadał lokal przy ul. Pierackiego.
Do świeckich organizacji niemieckich należało również Męskie Towarzystwo Śpiewacze (Pabianicer Männer Gesangverein) założone w 1888 r. W 1934 r. liczyło ono 160 członków. Przewodniczącym był Julius Filtzer, dyrygentem Franz Pohl. Siedziba znajdował się przy ul. Pierackiego 3.

## Aktywność polityczna Niemców
W okresie zaborów większość Niemców w Pabianicach zachowywała lojalność wobec władzy rosyjskiej. Powstanie listopadowe 1830 r. było dla nich wydarzeniem niezrozumiałym i było odbierane jako bunt przeciwko prawowitemu monarsze. Dla fabrykantów powstanie niosło zagrożenie ich bytu materialnego, opartego na korzystnym handlu z Rosją. Dopiero w wyniku asymilacji grupa kolonistów pochodzenia niemieckiego zaangażowała się w powstanie styczniowe 1863 r.
Okazało się, że niesprzyjający dla pabianickich fabrykantów pochodzenia niemieckiego był wybuch I wojny światowej i konflikt niemiecko-rosyjski. W 1915 r. Pabianice znalazły się pod okupacją niemiecką. Ze względu na zamknięcie granicy z Rosją przemysłowcy tracili największe rynki zbytu na wschodzie. Niemiecki fabrykant Ludwik Schweikert, niezgadzający się z decyzjami okupantów, został aresztowany przez Niemców i musiał wyjechać z Pabianic do Rosji, gdzie przeniósł zarząd firmy chemicznej do Moskwy.
Okupanci niemieccy mianowali nowe władze w mieście. Burmistrzem został dr A. Krusche (przemysłowiec), jego zastępcą Josef Hans. Drugim burmistrzem był Paul Graeser (przemysłowiec). Do Rady Miejskiej weszło wielu Pabianiczan pochodzenia niemieckiego, m.in.: Adolf Krusche (przewodniczący), Theodor Ender, Theodor Hadrian, Oskar Kindler, Oskar Krusche. Językiem urzędowym w mieście był niemiecki i polski.
Już na początku okupacji władze niemieckie systematycznie dewastowały fabryki, wywożąc maszyny i rekwirując surowce oraz gotowe towary. Najwięcej straciły przedsiębiorstwa, których właścicielami byli przemysłowcy pochodzenia niemieckiego. Np. w firmie „Krusche i Ender” zarekwirowano bez odszkodowania surowce i materiały o wartości 1 950 000 dolarów. W 1916 r. okupanci niemieccy urządzali na ulicach miasta łapanki i wywozili robotników na roboty do Niemiec. W lutym 1917 r. burmistrz dr A. Krusche nie godząc się z decyzjami okupantów niemieckich, ustąpił z urzędu. Na jego miejsce powołano oficera armii niemieckiej Dankwersta, który sprawował władzę do października 1917 r.
W listopadzie 1918 r. zakończyła się okupacja niemiecka w Pabianicach. Stacjonujący żołnierze niemieccy zostali rozbrojeni przez polskie organizacje niepodległościowe.
W latach międzywojennych fabrykanci pochodzenia niemieckiego byli lojalni wobec władz polskich i cieszyli się ich poparciem. Pabianiccy Niemcy działali we własnych partiach, biorąc udział w wyborach do Rady Miejskiej i parlamentu. Do silniejszych organizacji politycznych należało Niemieckie Stowarzyszenie Ludowe (niem. Deutscher Volksverband in Polen skrót DVP), którego przywódcą był Bernhard Horn. W 1930 r. Niemiecki Blok Wyborczy wprowadził do Senatu Josefa Spickermanna.
Sytuacja pogarsza się w latach 30. Po 1933 r. pojawiły się antagonizmy między obu społecznościami ze względu na narastający nacjonalizm wśród Niemców i Polaków. Przed wybuchem wojny działały w mieście organizacje prohitlerowskie. Oprócz DV istniała narodowosocjalistyczna Partia Młodoniemiecka (Jungdeutsche Partei – JDP), której przewodniczył Emil Schmidt. W 1939 r. władze polskie aresztowały w Pabianicach najbardziej aktywnych działaczy nazistowskich oraz zlikwidowały Gimnazjum Niemieckie, klub sportowy Pabianicer Turnverein oraz Niemiecki Związek Ludowy. We wrześniu 1939 r. Pabianice zostały zajęte przez wojska niemieckie.